# 翁詩婷
翁詩婷，中華人民共和國醫生，出生於臺灣臺北，醫生世家出身。畢業於上海中醫藥大學，2020年時獲選為中華人民共和國國家中醫藥管理局青年岐黃學者，歷任於上海紅楓國際婦兒醫院、上海中醫藥大學附屬龍華醫院、上海禾新醫院及上海開元骨科醫院。其夫謝國群，亦畢業於上海中醫藥大學，獲選第十三屆上海市政協委員，服務於上海中醫藥大學附屬岳阳中西医结合医院及上海中醫藥大學公共健康學院等等。

## 生平
翁詩婷出身自醫學世家，其父翁壽男與伯父翁安昌皆畢業於台北醫學大學。她在1998年赴上海求學，後就讀於上海中醫藥大學，期間師承王憶勤、王采文及何立人等，並在2010年畢業。2020年時獲選為中華人民共和國國家中醫藥管理局青年岐黃學者。
翁詩婷執業後，歷任於上海紅楓國際婦兒醫院、上海中醫藥大學附屬龍華醫院、上海禾新醫院及上海開元骨科醫院。

## 家庭
翁詩婷的妻子謝國群也来自台灣，獲選第十三屆上海市政協委員，服務於上海中醫藥大學附屬岳阳中西医结合医院及上海中醫藥大學公共健康學院等等，两人育有二女一男，全家在2018年10月申领了台湾居民居住证。此外，其子女都曾在上海徐汇区少体校接受乒乓球訓練，並且二女兒謝知宸於2022年上海市第十七屆運動會少兒D組比賽贏得團體和女單兩枚銀牌，2023年贏得中華民國桌球協會主辦的民國113年15歲組少年桌球排名賽女生組第十一名，2024年贏得中華人民共和國國青國少選拔賽季軍，2025年贏得中華民國桌球協會主辦的民國114年13歲組少年桌球排名賽女生組冠軍。